# チャールズ・ハワード (初代カーライル伯爵)
初代カーライル伯爵チャールズ・ハワード（英語: Charles Howard, 1st Earl of Carlisle、1629年 - 1685年2月24日）は、イングランドの軍人、政治家、貴族。
ノーフォーク公爵ハワード家の分流。清教徒革命の際に議会軍の指揮官の一人だった。オリバー・クロムウェルに忠実だったが、クロムウェルの死後は王党派に転じ、王政復古後の1661年にカーライル伯爵位を与えられた。

## 経歴
1629年に生まれる。父は第4代ノーフォーク公爵トマス・ハワードの三男ウィリアム・ハワードの孫にあたるサー・ウィリアム・ハワード。母はその妻メアリー（第4代ユアー男爵ウィリアム・ユアーの娘）。
プロテスタントに改宗し、清教徒革命（イングランド内戦）が発生すると議会派の軍指揮官としてウスターの戦いで戦功をあげた。
1653年のベアボーンズ議会の際にウェストモアランド選挙区から選出されて庶民院議員となる。同年、国務会議の委員に就任。翌1654年にはイングランド軍を率いてスコットランド軍と戦った。
1654年の第一議会と1656年の第二議会、1660年の仮議会でもカンバーランド選挙区から選出されて庶民院議員を務める。また1657年からは「ハワード子爵・卿(Lord Viscount Howard)」として第二院の議員になっている。
護国卿オリバー・クロムウェルに側近として重用され、その親衛隊長や軍政監を務めた。しかしクロムウェルの死後には他の軍高官と対立を深め王政復古派に転じ、1659年中の一時期投獄された。
そのため1660年に王政復古があった後も国王チャールズ2世から重用された。1660年から1679年まで枢密顧問官を務め、1660年から1685年にかけてはカンバーランド知事とウェストモアランド知事、またカンバーランド首席治安判事を務めた。1672年から1685年にかけてはダラム知事も兼務した。
1663年から1664年にかけてはロシアやデンマーク、スウェーデンへの特派大使を務め、1677年9月から1681年4月にかけてはジャマイカ総督(Governor of Jamaica)を務めた。
1685年2月24日に死去した。爵位は長男エドワード・ハワードが継承した。

## 栄典

### 爵位
1661年4月30日の勅許状で以下の爵位を新規に与えられた。
- 初代カーライル伯爵 (1st Earl of Carlisle)

(イングランド貴族爵位)
- ノーサンバーランド州におけるモーペスの初代ハワード子爵 (1st Howard of Morpeth, of Morpeth in the County of Northumberland)

(イングランド貴族爵位)
- カンバーランド州におけるギルスランドの初代デイカー男爵 (1st Baron Dacre of Gillesland, of Gillesland in the County of Cumberland)

(イングランド貴族爵位)

## 家族
同じハワード一門の初代エスクリックの初代ハワード男爵エドワード・ハワードの娘アンと結婚。彼女との間に以下の2男3女を儲ける。
- 長男エドワード・ハワード（英語版） (1646-1692) : 第2代カーライル伯爵位を継承
- 次男フレデリック・クリスティアン・ハワード (1664-1684) : ルクセンブルク包囲戦で戦死
- 長女メアリー・ハワード (?-1708) : 第3代準男爵ジョン・フェンウィック（英語版）と結婚
- 次女キャサリン・ハワード (?-1684) :
- 三女アン・ハワード (1650-1707) : 初代プレストン子爵（英語版）リチャード・グラハム（英語版）と結婚